# Бєльський Степан Володимирович
Бєльський Степан Володимирович (27.12.1865 (08.01.1866), містечко Борзна Чернігівської губернії, нині місто Чернігівської обл. — 17.05.1943, Житомир) — український науковець, геолог, топограф, краєзнавець, педагог.

## Життєпис
Бєльський Степан Володимирович народився 8 січня 1866 року в повітовому містечку Борзні Чернігівської губернії (нині це місто в Чернігівській області) в сім'ї вчителя. Закінчив міське училище в Каневі Київської губернії, потім навчався у Землемірному училищі у місті Курську. У 1888 році закінчив Військово-топографічне училище. У 1894 році закінчив Гірничий інститут в Петербурзі. Після закінчення інституту деякий час служив військовим топографом. Саме тоді, у 1902 році, він склав унікальну військову карту Житомира. Учасник російсько-японської воєнної кампанії (1904—1905 рр.).
У 1907 році, після виходу у відставку з військової служби через хворобу, С. В. Бєльський залишається у Житомирі, йде працювати старшим землеміром і став займатися науково-дослідницькою роботою, результати якої висвітлював на сторінках Трудов общества исследователей Волыни.
Становлення Бєльського як вченого відбувалося під керівництвом П. А. Тутковського, від нього геолог успадкував любов до Волині, став справжнім лідером у вивчені надр краю. Від 1907 року і до останніх днів життя Степан Бєльський досліджував корисні копалини сучасних Житомирської, Рівненської та Волинської областей.
У 1907 році С. В. Бєльський обирається дійсним членом Товариства дослідників Волині.
У 1907 році заснував геологічний відділ при Волинському центральному музеї, який постійно поповнювався знахідками експедицій, що досліджували корисні копалини краю.
У 1910 році обраний головою природничо-історичної секції Товариства дослідників Волині.
З 1919 року С. В. Бєльський призначений на посаду завідувача кафедрою кристалографії, мінералогії та геології Волинського інституту народної освіти (тепер Житомирський державний університет імені Івана Франка). Згодом педагог і геолог стає професором, деканом природничо-географічного факультету цього інституту. Займаючись педагогічною діяльністю, він водночас систематично організовував і брав безпосередню участь в геологічних і краєзнавчих експедиціях, в ході яких було відкрито чимало родовищ корисних копалин на території краю.
Починаючи з 1921 року за завданням Українського геологічного комітету і Волинського раднаргоспу експедицією під керівництвом професора С. В. Бєльського почалося планомірне дослідження земних надр Волинської губернії. Зокрема, в Овруцькому і Коростенському повітах були відкриті промислові родовища гранітів, габро, базальтів, вогнетривких глин, польового шпату, каоліну, кварцитів, топазів. Геологу С. В. Бєльському належить заслуга у відкритті ільменіту, або титанистого залізняка, який пізніше назвали «металом віку».
У 1921 році С. В. Бєльським було виявлено і досліджено в околицях Житомира радіоактивні джерела та мінерали, вивчалась можливість їх застосування у медицині. Вже у повоєнні роки на базі одного з таких джерел було відкрито радонову водолікарню, що стала відомою далеко за межами Житомира.
У 1923 році С. В. Бєльський за завданням всеукраїнського об'єднання «Фарфор-фаянс-скло» за участю професора мінералогії та кристалографії Іванова Леоніда Лікаріоновича (1877—1946) здійснили пошукові роботи з метою виявлення нових покладів керамічної сировини для Баранівського, Довбиського, Кам'янобрідського, Полонського та Токарівського заводів.
У 1925 році Волинський центральний музей переформовано в науково-дослідний і змінено назву. Заклад став називатися Волинським державним науково-дослідним музеєм.
У 1926 році членами Волинського науково-дослідного музею під керівництвом С. В. Бєльського проводилися дослідження корисних копалин Коростенщини: будівельних матеріалів, глин, торфу, каоліну, вогнетривких глин, кварцу, залізних руд, кременю, білих кварцових пісків, радіоактивного мулу, що мало велике значення для розвитку промисловості будівельних матеріалів. Підсумки досліджень друкувалися в збірниках наукових праць, що видавалися під егідою Волинського науково-дослідного музею та Волинського окрплану.
1928 рік — С. В. Бєльський став професором геології Житомирського сільськогосподарського інституту (зараз Поліський національний університет)
У 1928 році Укрнаука (Українське головне управління науковими установами при Народному комісаріаті освіти УРСР) відкрила при Волинському науково-дослідному музеї аспірантуру, керівником якої став професор С. В. Бєльський.
З 1929 року вчений перебував також на посаді старшого геолога Українського геологорозвідувального тресту. Тоді з-під його пера виходить книга «Геологічні досліди на Волині у 1928—1929 роках», а також численні статті у місцевій пресі.
В 1936—1941 роках професор очолював геологічний відділ Волинського державного науково-дослідного музею. Від 1950 року це — Житомирський обласний краєзнавчий музей. У музеї на сьогодні зберігається 103 експонати залишених для нащадків С. В. Бєльським.

## Науковий доробок
Результатом дослідницької діяльності професора С. В. Бєльського стали наукові праці: «До геології Житомирського повіту» (1910), «Темні порфіритові породи Волині» (1915), «Викопні багатства Волині» (1925), «Геологічні досліди на Волині рр. 1928—1929» (1930), «Геологічні досліди Коростенщини 1926 року» (1931) та інші. Степан Володимирович є автором фундаментального наукового дослідження «Геологія і корисні копалини Житомирської області» (1941), що включає опис всіх відомих на той час родовищ корисних копалин регіону. Рукопис праці, виданню якого завадив початок війни, зберігається у фондах Житомирського обласного краєзнавчого музею. Загалом вчений, за твердженням Н. І. Маслової, є автором 26 наукових праць.
Професор, геолог, педагог С. В. Бєльський виховав багатьох спеціалістів-геологів. Він приймав активну участь у громадському житті, обирався депутатом Житомирської міськради.
Помер С. В. Бєльський 17 травня 1943 року в окупованому фашистами Житомирі. Похований на Вільському кладовищі у Житомирі. Надгробна плита на кладовищі збереглася.
Ім'я вченого та його праці були протягом тривалого часу вилучені з наукового обігу. Сьогодні ім'я видатного вітчизняного вченого займає почесне місце в когорті дослідників Волині.
Іменем С. В. Бєльського у 1997 році названо провулок в м. Житомирі.

## Наукові праці С.В.Бєльського
- Бельский С. В. Ископаемые богатства Волыни и ближайшие задачи Волынского губернского совета народного хозяйства по разработке недр / С. В. Бельский. — [Житомир]: Волынск. губ. сов. нар. хозяйства, [1921]. — 8 с.
- Бельский С. В. Краткий определитель наиболее распространенных минералов путем простейших испытаний и главнейших Волынских горных пород по внешним признакам: краткими конспективными сведениями по кристаллографии / С. В. Бельский; сост., авт. предисл. С. В. Бельский; Изд. мастерской по минералогии. — Житомир: Электро-типография «Работник»…, 1919. — [III, V], IV, VI, [1], 2-27, [4], 32-51, [4], 56, [1], 58-63, [2] с.: табл. — Указ. минералов: с. III—IV. — Лит. : с. 28. — Таблицы: с. 29-63. — Главнейшие опечатки и недосмотры: с. 65.
- Бельский С. В. Труды Волынской геологической партии. Исследования 1923 года в Волынской губернии по составлению геологической карты одноверстного масштаба и поискам полезных ископаемых: к геологии Волыни / С. В. Бельский ; с участием Н. К. Ненадкевич [и др.] ; предисловие С. Бельского. — Житомир: Типо-литография Госполиграфоб'единения Волыни, 1925. — [3-5], 6-108, [1,2,3], 109—145 с. : карты. — Лит.: с. 3.
- Бельский С. В. Отчет о геологических работах 1921 года в Волынской губернии / С. В. Бельский ; предисловие С. В. Бельского. — Житомир: Типо-литография Волгосполиграфобъединения…, 1923. — [2], [3, 5, 6, 8], 4, 7, 9-217, [218-223] с. : карты. — Лит.: с. 3; 106.
- Більський С. В. Геологічні досліди Коростенщини року 1926 / С. В. Більський. — Житомир, 1931. — 120 с.